# Zorzines melanonota
Zorzines melanonota är en fjärilsart som beskrevs av Inoue 1982. Zorzines melanonota ingår i släktet Zorzines och familjen nattflyn. Inga underarter finns listade i Catalogue of Life.